# Thomas Cook
Thomas Cook (22  tháng 11 năm 1808   - 18 tháng 7 năm 1892) là một doanh nhân người Anh. Ông nổi tiếng với việc thành lập công ty du lịch Thomas Cook & Son.

## Tuổi thơ
Thomas Cook được sinh ra với cha mẹ là John và Elizabeth Cook, sống tại 9 Quick Close tại làng Melbourne, Derbyshire.
Năm 10 tuổi, Cook bắt đầu làm trợ lý cho một người làm vườn thị trường địa phương với mức lương sáu xu một tuần. Năm 14 tuổi, anh được học nghề với người chú John Pegg và năm năm làm thợ làm tủ.
Ông được nuôi dưỡng như một người theo đạo Baptist khắc kỷ. Vào tháng 2 năm 1826, Cook trở thành một nhà truyền giáo Baptist, và đi khắp vùng với tư cách là một nhà truyền giáo làng, phân phát tờ rơi và thỉnh thoảng làm việc như một người làm hộp tủ để kiếm tiền.
Năm 1832, Cook chuyển đến Adam và Eve Street ở Market Harborough. Bị linh mục Baptist địa phương, ông Francis Beardsall ảnh hưởng, ông đã thực hiện cam kết tính khí vào ngày đầu năm mới năm 1833. Là một phần của phong trào ôn hòa, ông đã tổ chức các cuộc họp và tổ chức các buổi rước chống rượu.

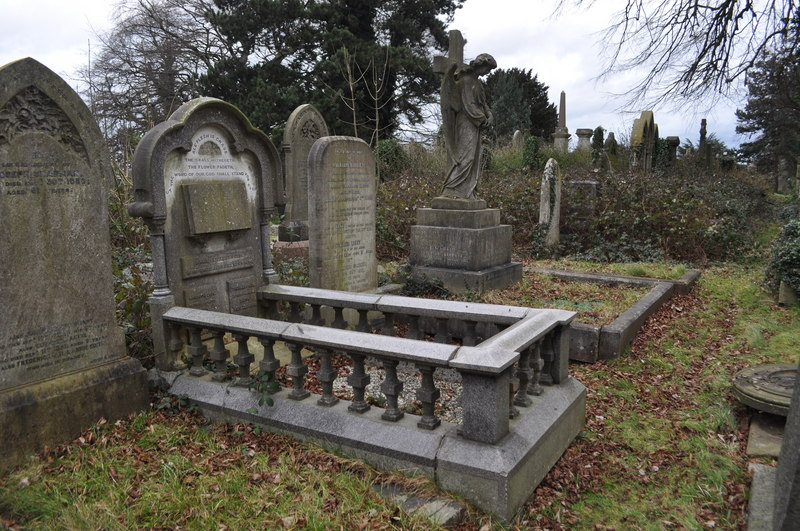
Ngôi mộ của ông Cook tại Nghĩa trang Đường Welford, Leicester

Vào ngày 2 tháng 3 năm 1833, Cook kết hôn với Marianne Mason (1807 Từ1884) tại Barrowden ở Rutland. Một con trai, John Mason Cook, sinh ngày 13 tháng 1 năm 1834. Thomas Cook qua đời tại Thorncroft, Knighton, Leicester, vào ngày 18 tháng 7 năm 1892, vì bị mù trong những năm tháng suy tàn. Ông được chôn cất cùng vợ và con gái tại Nghĩa trang Đường Welford, Leicester.